# Fuerzas Aeromóviles del Ejército de Tierra
La Fuerzas Aeromóviles del Ejército de Tierra (aviazione dell'esercito spagnolo, in acronimo: FAMET) è il corpo di aviazione dell'esercito spagnolo, ed ha il compito di fornire il supporto sul campo di battaglia, trasporto truppe e ricognizione.
Venne costituita nel 1965 come Aviación Ligera del Ejército de Tierra (aviazione leggera dell'esercito) e ribattezzata FAMET nel 1973. Attualmente è formata da sei battaglioni e la sua sede è a Colmenar Viejo (Madrid).

## Mezzi Aerei
Sezione aggiornata annualmente in base al World Air Force di Flightglobal del corrente anno. Tale dossier non contempla UAV, aerei da trasporto VIP ed eventuali incidenti accorsi durante l'anno della sua pubblicazione. Modifiche giornaliere o mensili che potrebbero portare a discordanze nel tipo di modelli in servizio e nel loro numero rispetto a WAF, vengono apportate in base a siti specializzati, periodici mensili e bimestrali. Tali modifiche vengono apportate onde rendere quanto più aggiornata la tabella.
| Aeromobile                     | Origine                             | Tipo                                          | Versione (denominazione locale) | In servizio (2024)             | Note | Immagine |
| Elicotteri                     |                                     |                                               |                                 |                                | |          |
| Agusta-Bell AB212              | Stati Uniti Italia                  | elicottero utility                            | AB 212AB 212+                   | 37                             | 6 consegnati nel 1981. 7 AB 212+ (denavalizzati) ritirati dall'Aviazione navale spagnola sono stati consegnati a partire dal 31 luglio 2024. |          |
| Boeing CH-47 Chinook           | Stati Uniti                         | elicottero da trasporto pesante               | CH-47F                          | 17                             | 19 CH-47C in servizio a partire dal 1972, 17 dei quali aggiornati a CH-47D in due fasi: dodici convertiti tra il settembre 1991 e l'aprile 1993 e i restanti cinque tra il 1999 e il 2002. Di questi, 13 CH-47D sono stati aggiornati alla versione CH-47F mentre ulteriori 4 esemplari sono stati acquistati nuovi di fabbrica, con il primo esemplare aggiornato consegnato nel 2021 e l'ultimo a ottobre 2024. Un nuovo CH-47F è stato ordinato nel 2023. |          |
| Eurocopter AS332 Super Puma    | Francia                             | elicottero da trasporto medio                 | AS332B1                         | 16                             | |          |
| Eurocopter AS532 Cougar        | Francia                             | elicottero da trasporto medio                 | AS532UL                         | 17                             | |          |
| NHIndustries NH90              | Italia Francia Germania Paesi Bassi | elicottero utility                            | NH-90 TTH                       | 15                             | Consegnati tra il 2014 e il 2022. |          |
| Eurocopter Tiger               | Francia Germania                    | elicottero d'attacco                          | Tiger HADTiger HAP              | 176                            | 6 HAP consegnati a partire da aprile 2007, 18 HAD-E consegnati a partire dal 2014. |          |
| Eurocopter EC 135              | Francia                             | elicottero da addestramentoelicottero utility | EC135 T2+                       | 16                             | 12 usati per l'addestramento e 4 in servizio nell'Unidad Militar de Emergencias. I 4 elicotteri per l'UME e 4 elicotteri da addestramento sono stati consegnati a partire dal 2008, gli altri sono stati consegnati nel 2014. |          |
| Aeromobili a pilotaggio remoto |                                     |                                               |                                 |                                | |          |
| IAI Searcher                   | Israele                             | UAV da ricognizione                           | Searcher MK II-J                | 4                              | 4 Searcher MK II-J acquistati il 27 aprile 2007 e ricevuti a dicembre dello stesso anno. Uno dei quattro esemplari è stato perso in Afghanistan a luglio del 2008. Un quinto Seracher MK II-J è stato acquistato a settembre 2009 per rimpiazzare l'esemplare perso in Afghanistan. |          |
| Airbus Sirtap                  | Francia Spagna                      | UAV da ricognizione                           | Sirtap                          | 0                              | 9 sistemi da 3 velivoli ciascuno ordinati nel 2023. |          |
| AeroVironment RQ-11 Raven      | Stati Uniti                         | UAV da ricognizione                           | RQ-11B                          | 72                             | 14 sistemi ricevuti a partire dal 2008, altri 10 consegnati a partire dal 2017. |          |
| Thales Fulmar                  | Spagna                              | UAV da ricognizione                           | Fulmar                          | 1 sistema acquistato nel 2017. | |          |
| Aeronautics Defense Orbiter    | Israele                             | UAV da ricognizione                           | Orbiter 3                       | 6                              | 2 sistemi ordinati nell'ottobre 2019. |          |

### Aeromobili ritirati
- Bell UH-1H Huey - 60 esemplari (1970 - 2018)[22][23]
- Bell UH-1B Huey - 6 esemplari (1966-?)[22]
- MBB Bo 105ATH
- MBB Bo 105GSH
- MBB Bo 105LOH
- Sud-Aviation SA 316 Alouette III[24]
- Agusta-Bell AB206[24]